# Философия в Норвегии
Философия Норвегии. Философия в Норвегии начала самостоятельно развиваться лишь после основания в 1811 году университета в Кристиании(ныне Осло). Одним из её первых представителей был Нильс Тресков (1751—1833), преподававший с 1813 года в Кристиании. Во второй половине 19 века философскую кафедру университета в Осло занял гегельянец Маркус Якоб Монрад (1816—1897), называвший свою систему мистико-пантеистической. Монрад был критически настроен по отношению к постгегелевской философии (Шеллингу, Фейербаху, Кьеркегору). Монрад пытался примирить религию и науку, считая, что вера предвосхищает бесконечную цель, к которой наука постоянно стремится, никогда её не достигая.
После посвященных творчеству Ницше лекций 1887—1888 годов Георга Брандеса идеи немецкого мыслителя стали популярны в Норвегии. В первой половине 20 века господствующим направлением в норвежской философии становится позитивизм, опирающийся на экспериментальную философию. Популяризации «эмпирической философии», основанной на психологических экспериментах, способствовали написанные на норвежском языке в доступной не только профессиональному кругу форме, работы Анатона Оля (1867—1943), на которого большое влияние оказали Спенсер и Гёффдинг, а также драмы Ибсена. Оль считал, что научную ценность имеет лишь та философия, которая пользуется новыми методами и фактами, полученными в результате психологических опытов. Начало распространению логического позитивизма в Норвегии положила работа философа Э. Шёта «Действительность и идеи», вышедшая в Осло в 1920 году.
Ведущей фигурой в норвежской философии после второй мировой войны был Арне Несс (1912—2009). В 1958 году он основал междисциплинарный философский журнал («Inquiry»). Работы Эгила А. Виллера (р.1923), профессора университета в Осло, специалиста по античной и немецкой философии, в известной степени ограничили влияние взглядов Арне Несса. Со взглядами А. Несса полемизировал также норвежский философ Ханс Скёрвхейм (1926—1999). К немецкой философской традиции примыкал Йохан Фредерик Бьяльке (р.1916). В настоящее время широкую известность получили философы Гуннар Скирбекк (р.1937) и Нилс Гилье. На многие языки переведены сочинения профессора философии в университете в Бергене Ларса Свендсена (р. 1970), посвященные анализу феноменов скуки, моды, страха, зла. Безусловный успех имела вышедшая в 1991 году книга Юстейна Гордера «Мир Софии. Роман об истории философии». Ю. Гордер, бывший одно время преподавателем философии и литературы народных университетов, выступает за введение курса философии в программу средней школы. Его книга, предназначенная для детей среднего школьного возраста, способствовала популяризации философских знаний не только в Норвегии. В Норвегии издается философский журнал «Norsk filosofisk tidsskrift» («Норвежский философский журнал»). В нём широко представлены работы лучших норвежских философов. Журнал выходит четыре раза в год. Публикации в основном на норвежском языке.